# Saggart
Saggart (irl. Teach Sagard) – podmiejska wieś w hrabstwie Dublin Południowy w Irlandii, położona na południowy zachód od Dublina. Wieś leży między trasą N7 oraz miastami Rathcoole i Tallaght. W jej północnej części znajduje się park biznesowy „Citywest” oraz ośrodek golfowy i hotel.

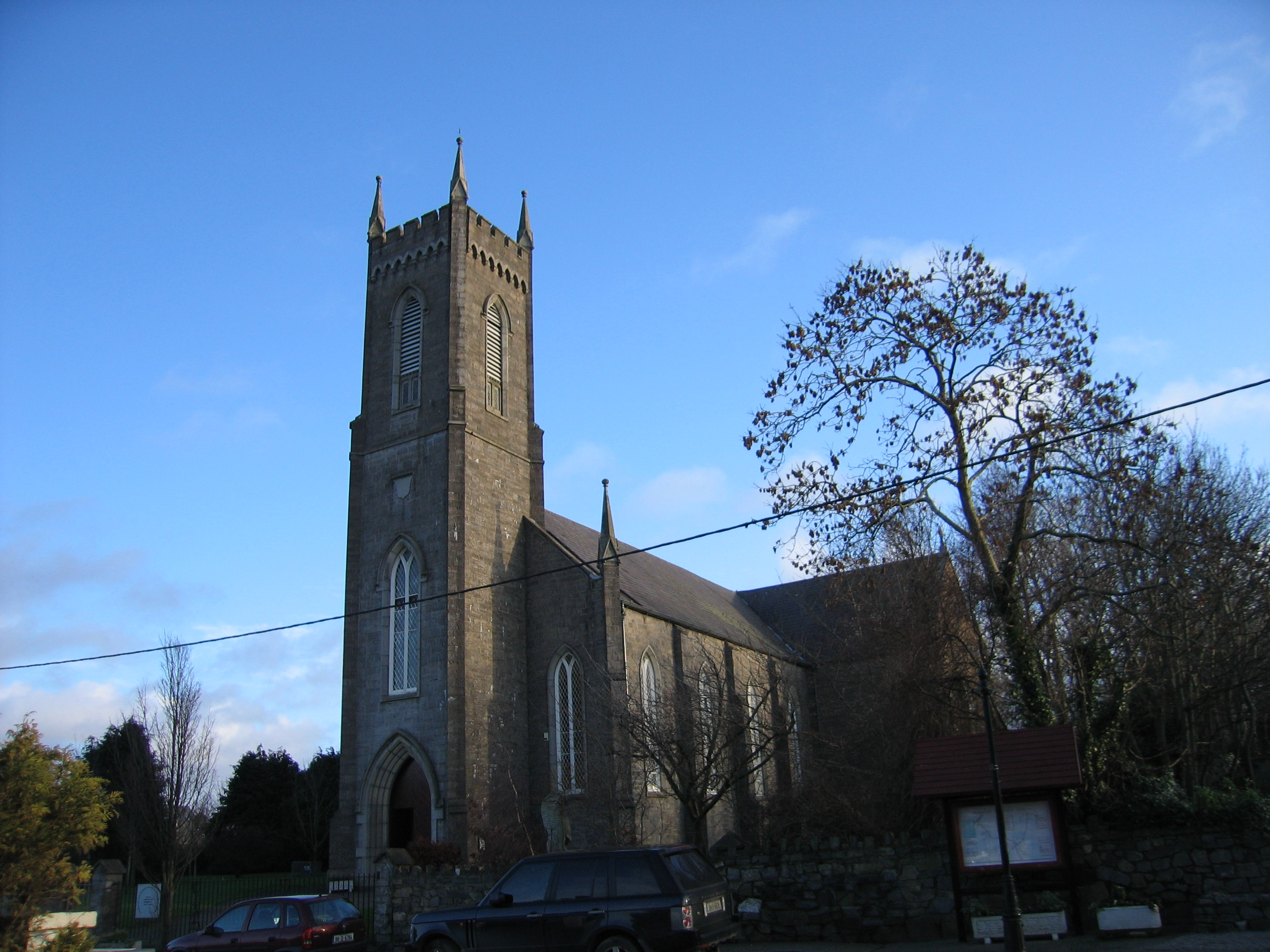
Kościół w Saggart